# Фие ало Шилиар
Фиѐ ало Шилиа̀р (на италиански: Fiè allo Sciliar; на немски: Völs am Schlern, Фьолз ам Шлерн) е малко градче и община в Северна Италия, автономна провинция Южен Тирол, автономен регион Трентино-Южен Тирол. Разположено е на 880 m надморска височина. Населението на общината е 3529 души (към 2010 г.).

## Език
Официални общински езици са и италианският и немският. Най-голямата част от населението говори немски. В общината се говори и други романски език, ладинският.
| %     | Роден език      |
| 4,46  | Италиански език |
| 94,92 | Немски език     |
| 0,62  | Ладински език   |